# 家在山那邊
《家在山那邊》是1958年台灣電影《水擺夷之戀》的插曲，作詞者與主唱者是王琛，作曲者是周藍萍，歌詞描述「山那邊」的生活原本安居樂業，但「自從窟洞裡鑽出來狸鼠，一切都改變了」，成為當時最能引起台灣外省人共鳴的歌曲之一，很快就在台灣各個年齡段中流行起來，還被很多大專院校的歌唱比賽列為指定歌。台灣歌手邓丽君在1989年5月27日到香港为支持天安门学运献唱這首歌，当时邓丽君原已办妥到中國大陆巡回演唱的相关手续，但她不顾各方反对的压力前往香港献唱，臨行前主持人田文仲向其推薦献唱這首歌。
此外，《家在山那边》也是1960年中國電影製片廠所籌拍的歌劇片，女主角由江繡雲擔任，男主角是台語片小生陳揚，其他演員尚有葛香亭、戴良等。片中歌曲十五首，由丁衣，陳為潮執筆寫詞，左宏元譜曲，由政工幹校大學部音樂系全體學生擔任演唱，幹校音樂隊伴奏。1961年7月，此片获得「五十年度獎勵國語影片」之劇情短片類外獎。